# بن (استان آمور)
بن (به لاتین: Bon) یک منطقهٔ مسکونی در روسیه است که در استان آمور واقع شده‌است.